# ハッピー☆アニマル牧場
『ハッピー☆アニマル牧場』は2012年にフランスのゲーム会社ユービーアイソフトから発売された、牧場を運営するニンテンドー3DS用の体験型ゲームソフトである。海外では『Funky Barn 3D』のタイトル（立体視に対応しているため）で販売されており、Wii U版『Funky Barn』もリリースされている。
プレイヤー自身が牧場主となって、動物を飼育したり植物を育てたりしながら、生産物を出荷してお金を稼ぎ、竜巻や野生動物の襲来から牧場を守りながら発展させていく。